# Ruperto del Palatinado-Veldenz
Ruperto del Palatinado-Veldenz Rupert (alemán: Ruprecht) (Zweibrücken, 1506-Castillo de Gräfenstein, 28 de julio de 1544) fue duque de Veldenz desde 1543 hasta 1544.

## Vida
Ruperto nació como el hijo menor de los varones de Alejandro, el Conde Palatino de Zweibrücken, de su matrimonio con Margarita (1480-1522), hija del Conde Kraft VI de Hohenlohe en Neuenstein.
Alejandro había establecido en su testamento el derecho de nacimiento para el Principado de Palatinado-Zweibrücken, que así correspondió al hermano mayor de Ruperto, Luis II del Palatinado-Zweibrücken. Como el hijo varón más joven, Ruperto fue designado por su padre para una carrera en la iglesia. En 1517 se convirtió en miembro de la catedral de Estrasburgo, una posición que ocupó hasta 1533. Por el Tratado de Marburgo de 1543, Ruperto recibió el Condado de Veldenz, un territorio gobernado por su sobrino Wolfgang, el Conde Palatino de Zweibrücken.
Al igual que su hermano Luis, Ruperto se inclinó por la Reforma. Ruperto representó las ideas de la Reforma más decisivamente que su hermano. Comisionó a Johann Schwebel, con la creación de un nuevo código de la iglesia para el Palatinado-Zweibrücken y ordenó el uso del idioma alemán en la adoración.
Ruperto murió al año siguiente (1544) en su castillo de Gräfenstein y fue enterrado en la Iglesia de Alejandro en Zweibrücken y fue sucedido por su hijo Jorge Juan.

### Matrimonio e hijos
Ruperto se casó con Ursula de Salm-Kyrburg (c. 1515 - 24 de julio de 1601), hija de Juan VII de Wild y Rhinegrave, el 23 de junio de 1537 y tuvieron los siguientes hijos:
- Ana (12 de mayo de 1540 - 28 de julio de 1586).
- Jorge Juan (11 de abril de 1543 - 18 de abril de 1592).
- Ursula (nacida el 3 de octubre de 1543, fecha de muerte desconocida).